# Via Regia (Європа)
Королівський шлях (лат. Via Regia) — назва найстарішого та найдовшого сухопутного зв'язку між Східною і Західною Європою. Довжина його 4500 км. Він існує вже понад 2000 років і поєднує 8 європейських держав. Шлях починається в Іспанії й проходить через Францію, Німеччину, Польщу, Україну, від нього йде відгалуження до Білорусі, Литви, Московії, Поволжя. Багато століть ним мандрували торговці, місіонери, студенти, митці, несучи в інші країни свою культуру.В сучасній формі шлях існує як Європейський транспортний коридор E40. Міжнародна мережа використовує потенціал Королівського шляху як символ об'єднання Європи. У 2005 шлях був відзначений як «Великий культурний шлях Ради Європи».
Віа Регія у ширшому змісті є позначенням певного типу доріг які у середньовічній Європі підпорядковувалися безпосередньо королям і також були під їх особливим захистом. Свого часу Віа Регією подорожувала до Франції майбутня королева Анна Ярославна.

## Мережа «Via Regia— культурний шлях Ради Європи»
Титул «Major Cultural Route of the Council of Europe» («Великий культурний шлях Ради Європи») є відзнакою, яку Рада Європи присвоює європейським ініціативним організаціям, що спираються на основні пункти та місця з великим історичним значенням та разом діють для захисту культурних цінностей, обміну інформацією та досвідом, новими формами зустрічей молоді Європи, новими формами туризму, новою оцінкою невідомих об'єктів культурної спадщини та утворюють для цього мережі, щоб міждисциплінарно працювати.
З 2007 нові правила програми культурних шляхів Ради Європи вимагають також для проектів, що вже носять титул «культурний шлях Ради ' Європи», утворення організованих мереж, які після перевірки та визнання Радою Європи теж будуть носіями відповідного титулу.
Наприкінці 2009 мережа «Віа Регія — культурний шлях Ради Європи» була офіційно створена. Це відповідає вимогам, які Рада Європи ставить до структури всіх проектів культурних шляхів та було підтверджено Steering-Комітетом Ради Європи. Мережа є єдиним носієм титулу «Віа Регія — культурний шлях Ради Європи». Таким чином кожний член мережі є також носієм титулу і може використовувати його для свого міського маркетингу та іміджевої реклами.
У сучасній фазі створення мережа діє в таких сферах:
- її члени реалізують з власної ініціативи та власної віповідальності проекти, що мають відношення до Віа Регії;
- члени працюють разом над інформаційно-пізнавальним сервісним порталом в Інтернеті за темами історія, культура та мистецтво, дозвілля та відпочинок, визначні пам'ятки, туризм, щоб представити широкій громадськості особливості рідної культури, і тим самим підкреслити різноманітність та багатство культур у європейському культурному просторі.
- Спільне позначення шляху табличками перебуває у фазі випробовування.

У липні 2015 року, під час першого Міжнародного фестивалю мистецтв «Anne de Kyiv Fest», що відбувся за ініціативи мера Києва Віталія Кличка, громадських організацій «Київ. Стратегія 2025», «Шлях Королеви», посольства Французької республіки в Україні та Міністерства культури України, на території Національного заповідника «Софія Київська» презентували модель пам’ятника Анні Ярославні. Його автори — Костянтин Скритуцький та Федір Баландін, копіями цього пам'ятника сподіваються позначити головні міста шляху з Києва до Західної Європи, зокрема, Краків та Луцьк.
В Україні одним із учасників проекту «Via Regia — культурний шлях Ради Європи» є історико-культурний комплекс «Замок Радомисль»